# Tercera Manzana de Barrio Iturbide Ixcaja
Tercera Manzana de Barrio Iturbide Ixcaja är en ort i Mexiko.   Den ligger i kommunen Timilpan och delstaten Mexiko, i den sydöstra delen av landet, 80 km nordväst om huvudstaden Mexico City. Tercera Manzana de Barrio Iturbide Ixcaja ligger 2 727 meter över havet och antalet invånare är 418.
Terrängen runt Tercera Manzana de Barrio Iturbide Ixcaja är kuperad åt sydväst, men åt nordost är den platt. Runt Tercera Manzana de Barrio Iturbide Ixcaja är det ganska tätbefolkat, med 80 invånare per kvadratkilometer. Närmaste större samhälle är San Andrés Timilpan, 1,7 km nordost om Tercera Manzana de Barrio Iturbide Ixcaja. I omgivningarna runt Tercera Manzana de Barrio Iturbide Ixcaja växer huvudsakligen savannskog.